# Blackwater (Arizona)
Die Ortschaft Blackwater ist ein sogenannter census-designated place (eine „von der Volkszählungsbehörde benannte Siedlung“) im Pinal County, Arizona, Vereinigte Staaten. Zum Zeitpunkt des United States Census 2020 zählte sie 1190 Einwohner. Die Fläche der Ortschaft beträgt 17,1 km².
Blackwater gehört zum Indianerreservat Gila River.